# Maxïm Fedïn
Maxïm Sergeevïç Fedïn (in kazako Максим Сергеевич Федин?; Ekibastūz, 8 giugno 1996) è un calciatore kazako, centrocampista o attaccante dell'Ordabasy.

## Statistiche

### Cronologia presenze e reti in nazionale
| Cronologia completa delle presenze e delle reti in nazionale ― Kazakistan | Cronologia completa delle presenze e delle reti in nazionale ― Kazakistan | Cronologia completa delle presenze e delle reti in nazionale ― Kazakistan | Cronologia completa delle presenze e delle reti in nazionale ― Kazakistan | Cronologia completa delle presenze e delle reti in nazionale ― Kazakistan | Cronologia completa delle presenze e delle reti in nazionale ― Kazakistan | Cronologia completa delle presenze e delle reti in nazionale ― Kazakistan | Cronologia completa delle presenze e delle reti in nazionale ― Kazakistan |
| Data                                                                      | Città                                                                     | In casa                                                                   | Risultato                                                                 | Ospiti                                                                    | Competizione                                                              | Reti                                                                      | Note                                                                      |
| ------------------------------------------------------------------------- | ------------------------------------------------------------------------- | ------------------------------------------------------------------------- | ------------------------------------------------------------------------- | ------------------------------------------------------------------------- | ------------------------------------------------------------------------- | ------------------------------------------------------------------------- | ------------------------------------------------------------------------- |
| 13-10-2018                                                                | Riga                                                                      | Lettonia                                                                  | 1 – 1                                                                     | Kazakistan                                                                | UEFA Nations League 2018-2019 - 1º turno                                  | -                                                                         | 75’                                                                       |
| 16-10-2018                                                                | Astana                                                                    | Kazakistan                                                                | 4 – 0                                                                     | Andorra                                                                   | UEFA Nations League 2018-2019 - 1º turno                                  | -                                                                         | 77’                                                                       |
| 15-11-2018                                                                | Astana                                                                    | Kazakistan                                                                | 1 – 1                                                                     | Lettonia                                                                  | UEFA Nations League 2018-2019 - 1º turno                                  | -                                                                         | 80’                                                                       |
| 19-11-2018                                                                | Tbilisi                                                                   | Georgia                                                                   | 2 – 1                                                                     | Kazakistan                                                                | UEFA Nations League 2018-2019 - 1º turno                                  | -                                                                         | 90+1’                                                                     |
| 21-2-2019                                                                 | Adalia                                                                    | Kazakistan                                                                | 1 – 0                                                                     | Moldavia                                                                  | Amichevole                                                                | -                                                                         | 88’                                                                       |
| 8–6-2019                                                                  | Bruxelles                                                                 | Belgio                                                                    | 3 – 0                                                                     | Kazakistan                                                                | Qual. Euro 2020                                                           | -                                                                         | 66’                                                                       |
| 11-6-2019                                                                 | Astana                                                                    | Kazakistan                                                                | 4 – 0                                                                     | San Marino                                                                | Qual. Euro 2020                                                           | 1                                                                         | 58’                                                                       |
| 6-9-2019                                                                  | Nicosia                                                                   | Cipro                                                                     | 1 – 1                                                                     | Kazakistan                                                                | Qual. Euro 2020                                                           | -                                                                         | 65’                                                                       |
| 9-9-2019                                                                  | Kaliningrad                                                               | Russia                                                                    | 1 – 0                                                                     | Kazakistan                                                                | Qual. Euro 2020                                                           | -                                                                         | 77’                                                                       |
| 10-10-2019                                                                | Astana                                                                    | Kazakistan                                                                | 1 – 2                                                                     | Cipro                                                                     | Qual. Euro 2020                                                           | -                                                                         | 80’                                                                       |
| 13-10-2019                                                                | Astana                                                                    | Kazakistan                                                                | 0 – 2                                                                     | Belgio                                                                    | Qual. Euro 2020                                                           | -                                                                         | 71’                                                                       |
| 16-11-2019                                                                | Serravalle                                                                | San Marino                                                                | 1 – 3                                                                     | Kazakistan                                                                | Qual. Euro 2020                                                           | -                                                                         | 66’                                                                       |
| 19-11-2019                                                                | Glasgow                                                                   | Scozia                                                                    | 3 – 1                                                                     | Kazakistan                                                                | Qual. Euro 2020                                                           | -                                                                         | 74’                                                                       |
| 4-9-2020                                                                  | Vilnius                                                                   | Lituania                                                                  | 0 – 2                                                                     | Kazakistan                                                                | UEFA Nations League 2020-2021 - 1º turno                                  | -                                                                         | 30’                                                                       |
| 7-9-2020                                                                  | Almaty                                                                    | Kazakistan                                                                | 1 – 2                                                                     | Bielorussia                                                               | UEFA Nations League 2020-2021 - 1º turno                                  | -                                                                         | 64’                                                                       |
| 11-10-2020                                                                | Almaty                                                                    | Kazakistan                                                                | 0 – 0                                                                     | Albania                                                                   | UEFA Nations League 2020-2021 - 1º turno                                  | -                                                                         | 69’                                                                       |
| 11-11-2020                                                                | Podgorica                                                                 | Montenegro                                                                | 0 – 0                                                                     | Kazakistan                                                                | Amichevole                                                                | -                                                                         |                                                                           |
| 15-11-2020                                                                | Tirana                                                                    | Albania                                                                   | 3 – 1                                                                     | Kazakistan                                                                | UEFA Nations League 2020-2021 - 1º turno                                  | -                                                                         | 46’                                                                       |
| 28-3-2021                                                                 | Astana                                                                    | Kazakistan                                                                | 0 – 2                                                                     | Francia                                                                   | Qual. Mondiali 2022                                                       | -                                                                         | 65’                                                                       |
| Totale                                                                    |                                                                           | Presenze                                                                  | 19                                                                        |                                                                           | Reti                                                                      | 1                                                                         |                                                                           |

## Palmarès

### Club

#### Competizioni nazionali
- Campionato kazako: 1

Ordabasy: 2023
- Coppa del Kazakistan: 1

Ordabasy: 2022